# Cynoglossum cheirifolium
Cynoglossum cheirifolium é uma espécie de planta com flor pertencente à família Boraginaceae. 
A autoridade científica da espécie é L., tendo sido publicada em Species Plantarum 1: 134. 1753.
Os seus nomes comuns são cinoglossa-de-folhas-de-goivo ou folha-de-goivo.

## Portugal
Trata-se de uma espécie presente no território português, nomeadamente em Portugal Continental.
Em termos de naturalidade é nativa da região atrás indicada.

## Protecção
Não se encontra protegida por legislação portuguesa ou da Comunidade Europeia.